# Marais de Brouage

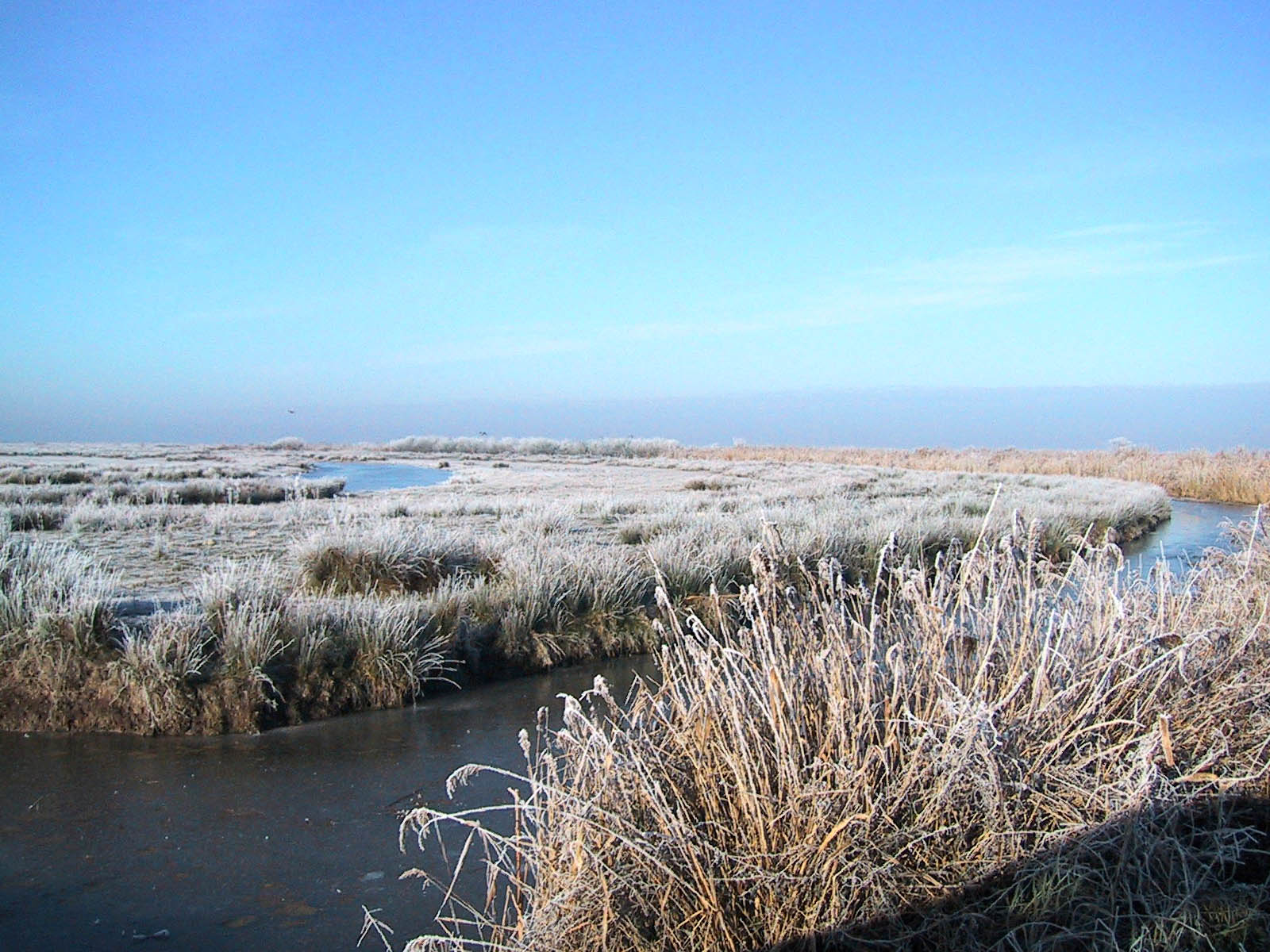
Marais de Brouage en hiver.

Face à l’île d’Oléron, le marais de Brouage s’étend entre Rochefort, Royan et Saintes en Charente-Maritime autour de Hiers-Brouage sur près de 12.000 hectares de prés salés et pâturés.
Il est d'une grande richesse naturaliste : c'est l'un des plus grands sites naturels de Charente Maritime. Il est notamment le dernier site de reproduction de la Barge à queue noire et de la Bécassine des marais du département.
Il accueille aussi la seule tortue sauvage de la région, la Cistude d'Europe.

## Description
Délimité par l’océan à l’ouest, par la Charente au nord, la Seudre au sud et les coteaux à l’est, il forme une entité morphologique unitaire correspondant à l’ancien Golfe de Saintonge. Cette étendue est aujourd’hui entourée par un habitat groupé en villages le long des routes de ceinture et sur les quelques langues de terres émergées dont la cité fortifiée de Brouage et le village ostréicole de Marennes. Le marais est reconnu au niveau européen pour sa diversité floristique et faunistique. Il a été classé à ce titre dès le début des années 1990 et le Conservatoire du Littoral propriétaire de 1.042 hectares de marais, participe à sa bonne gestion environnementale. Construction anthropique, modelé à l’époque médiévale pour l’exploitation du sel, il fait également l’objet d’un classement au titre de la politique nationale des sites depuis 2011.

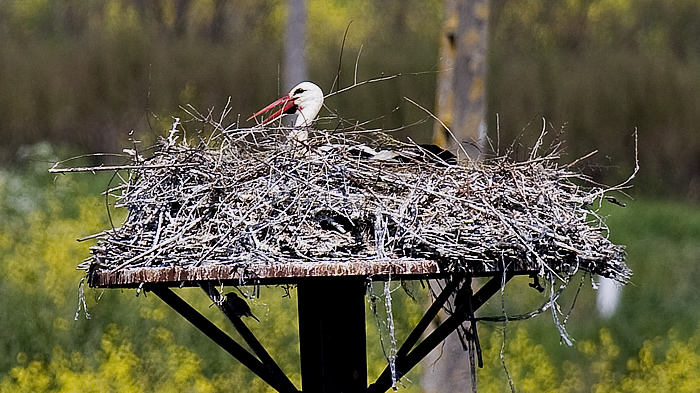
Nid de cigognes du marais de Brouage.

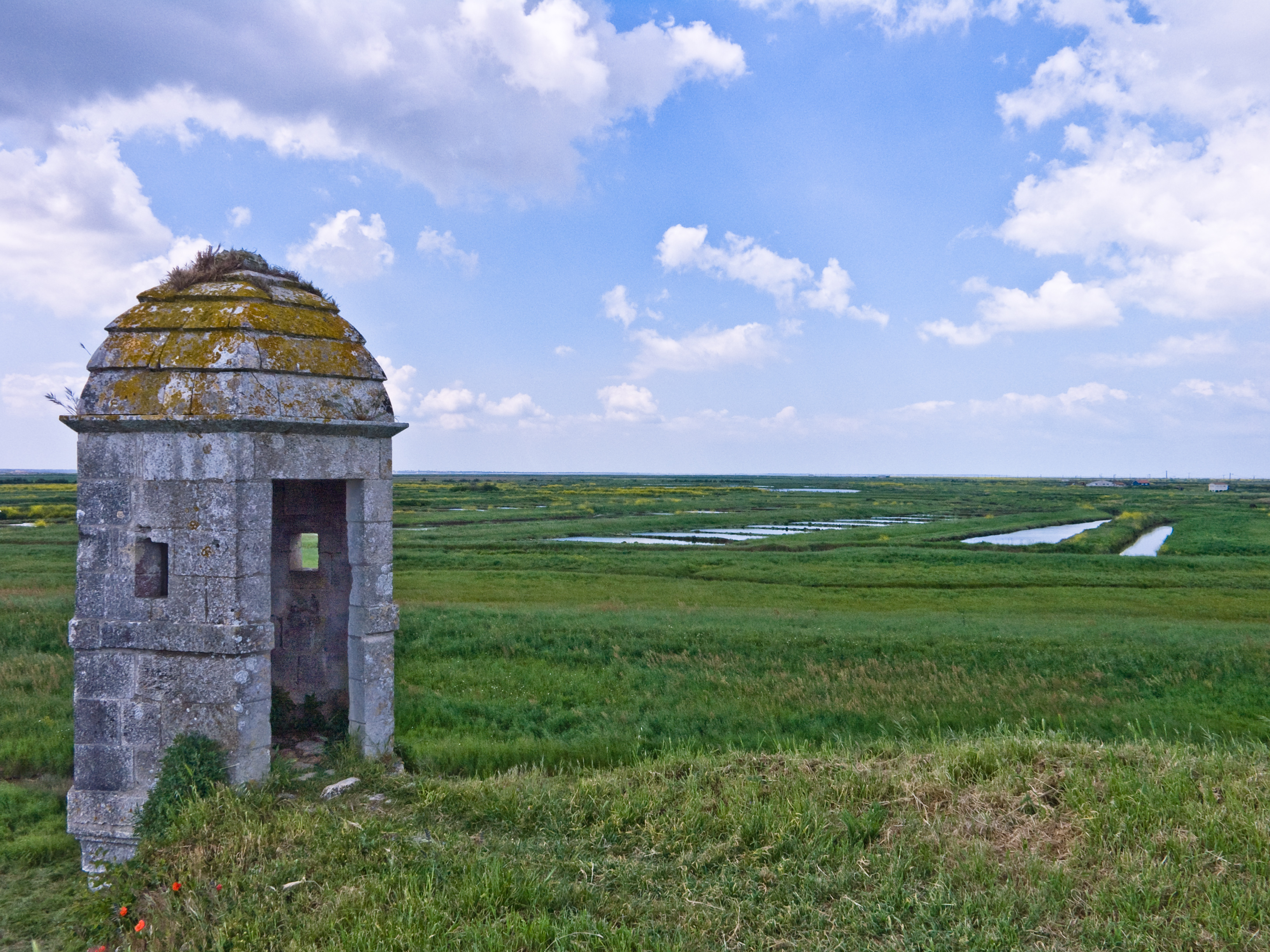
Brouage au milieu des marais.

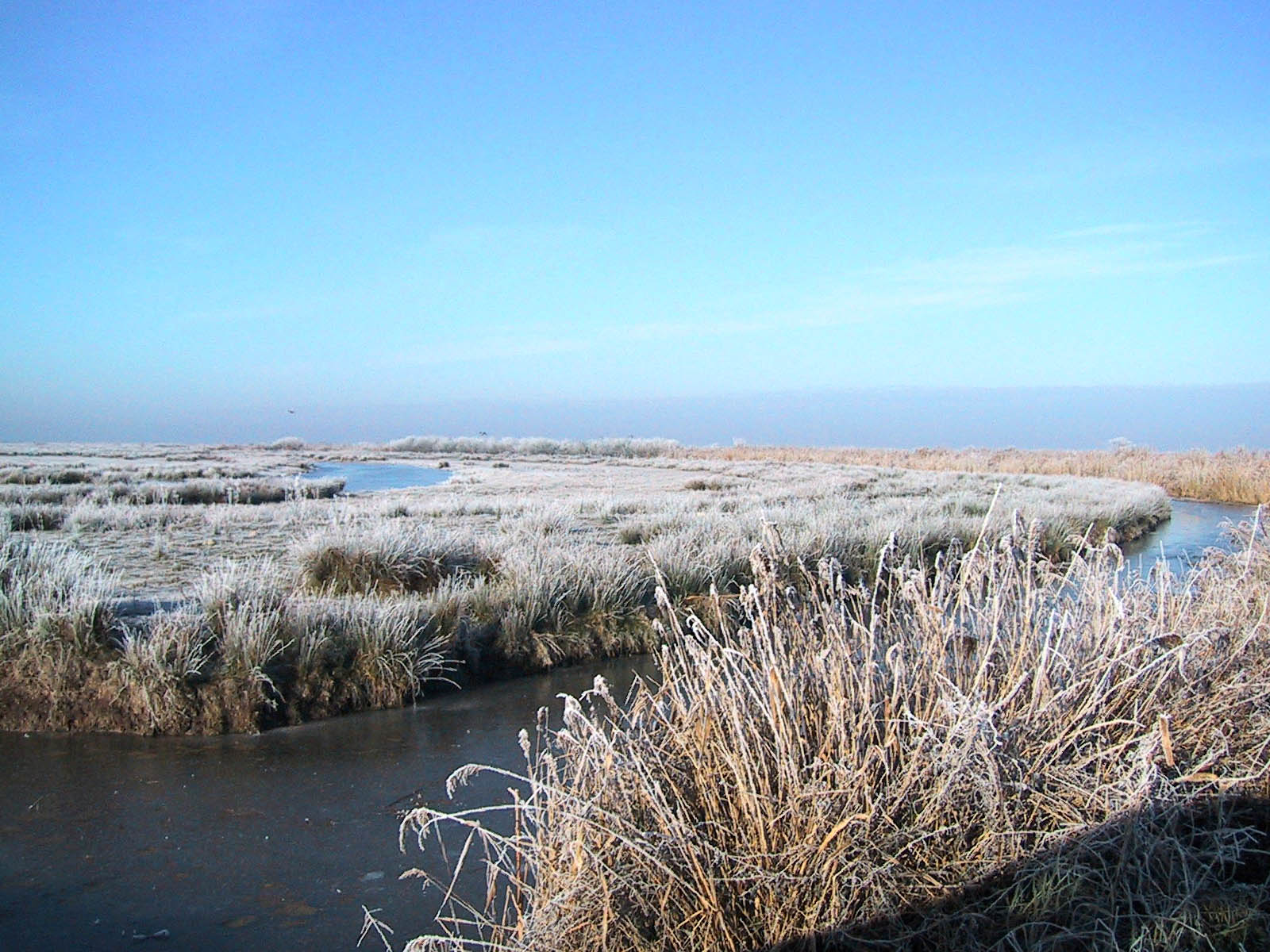
Marais de Brouage en hiver.

Le marais de Brouage est une zone classée Natura 2000. On y trouve notamment une espèce emblématique menacée : la cistude (Emys orbicularis, tortue d’eau douce menacée de disparition en Europe).
Ces marais sont surtout connus par le grand public pour son patrimoine naturel exceptionnel.
Il est un site majeur de reproduction des Cigognes blanches (Ciconia ciconia) qui y nichent depuis 1978. Le département arrive en seconde position après l'Alsace pour l'accueil des cigognes.

## Richesse naturaliste
Le marais de Brouage est composé de plusieurs centaines de petites lagunes, dont 800 tonnes de chasse, bordées de roselières et de prés pâturés inondés en hiver. Si le marais est en partie déserté par les oiseaux d'eau en automne et en hiver en raison de leur chasse, une partie non chassée accueille en hivernage de très nombreux Canards souchets, Sarcelles d'hiver et Vanneaux huppés, ainsi que plusieurs centaines d'Ibis falcinelles et des dortoirs de Busards des roseaux. C'est un grand site d'hivernage pour le Pipit spioncelle,.
Au printemps et en été, le marais accueille plus de 200 espèces d'oiseaux, migrateurs et nicheurs. On compte parmi elles, de nombreux Bécasseaux variables, Bécasseaux minutes, Combattants variés, Chevaliers gambettes, qui font halte durant leur migration. Il est un site de reproduction pour de nombreuses Cigognes blanches, Spatules blanches, Ibis falcinelles, Hérons gardeboeufs, Echasses blanches, Tadornes de Belon. Le marais accueille des espèces nicheuses rares, comme le Crabier chevelu, la Barge à queue noire, la Bécassine des marais, le Canard chipeau, et la Cistude d'Europe.
Le Marais de Brouage accueille aussi le Campagnol amphibie et la  Loutre d'Europe.
Il comprend de grandes roselières, accueillant la rare Locustelle luscinioïde, de nombreuses Gorgebleues à miroir, des Bruants des roseaux et autrefois, la Rousserolle turdoïde, aujourd'hui éteinte, à l'instar de la Panure à moustaches. Elles accueillent en hiver, le Butor étoilé et la Bécassine sourde,.
Le marais est un important site pour les odonates, bien que leur richesse se soit effondrée au cours des dernières décennies. Il en va de même pour les amphibiens, notamment le Pélodyte ponctué, et les reptiles, comme la Couleuvre vipérine, autrefois très commune sur le site. L'Ecrevisse de Louisiane, invasive et prédatrice est très présente dans le marais.
L'Anguille d'Europe est également présente, comme quelques autres espèces de poissons d'eau douce,.

## Toponymie
La Brouage était le nom d'un ancien bras de mer issu du comblement progressif de l'ancien golfe des Santons. Longtemps ouvert à la navigation, il s'étendait jusqu'à l'ancienne ville et châtellenie de Broue, dont seuls témoignent les ruines du donjon médiéval, la tour de Broue. L'accentuation du phénomène d'envasement conduisit à la transformation du bras de mer en marais-gâts, provoquant par là même la ruine de la place forte.
Le terme broue désigne également la vase bleutée que découvre la mer.

## Tourisme
Depuis 2016, une entente intercommunautaire créée entre la communauté de communes du Bassin de Marennes (CCBM) et la communauté d’agglomération Rochefort Océan (CARO) lance un projet de gestion et valorisation collective du marais de Brouage. Sa feuille de route s’articule autour de trois grands axes : la gestion de la zone humide en particulier de la ressource en eau, la préservation de l’activité d’élevage extensif et la mise en valeur patrimoniale, culturelle et touristique.